# Гројсен
Гројсен (њем. Greußen) град је у њемачкој савезној држави Тирингија. Једно је од 50 општинских средишта округа Кифхојзер. Према процјени из 2010. у граду је живјело 3.824 становника. Посједује регионалну шифру (AGS) 16065023.

## Географски и демографски подаци
Гројсен се налази у савезној држави Тирингија у округу Кифхојзер. Град се налази на надморској висини од 162 метра. Површина општине износи 19,2 km². У самом граду је, према процјени из 2010. године, живјело 3.824 становника. Просјечна густина становништва износи 199 становника/km².